# Női snowboard halfpipe az 1998. évi téli olimpiai játékokon
Az 1998. évi téli olimpiai játékokon a snowboard női halfpipe versenyszámát február 12-én rendezték Jamanúcsiban. Az aranyérmet a német Nicola Thost nyerte meg. A versenyszámban nem vett részt magyar versenyző.
Ez a versenyszám először szerepelt a téli olimpia programjában.

## Eredmények
A selejtezőből első futamából az első négy helyezett közvetlenül a döntőbe jutott. A döntőbe nem jutott versenyzők még egy futamot teljesítettek, innen is az első négy helyezett jutott a döntőbe. A döntőben két futamot rendeztek, a futamokban kapott pontszámok összessége határozta meg a végső sorrendet.

### Selejtező
A rövidítések jelentése a következő:
- Q: a döntőbe jutott

| Hely. | Versenyző            | Nemzet                 | 1. futam | 2. futam | Mj |
| ----- | -------------------- | ---------------------- | -------- | -------- | -- |
| 1.    | Stine Brun Kjeldaas  | Norvégia (NOR)         | 37,6     | –        | Q  |
| 2.    | Cara-Beth Burnside   | Egyesült Államok (USA) | 36,7     | –        | Q  |
| 3.    | Jenny Jonsson        | Svédország (SWE)       | 34,5     | –        | Q  |
| 4.    | Maëlle Ricker        | Kanada (CAN)           | 34,4     | –        | Q  |
| 5.    | Nicola Thost         | Németország (GER)      | 30,6     | 37,4     | Q  |
| 6.    | Shannon Dunn         | Egyesült Államok (USA) | 33,3     | 36,6     | Q  |
| 7.    | Minna Hesso          | Finnország (FIN)       | 34,2     | 35,1     | Q  |
| 8.    | Jennie Waara         | Svédország (SWE)       | 31,9     | 34,5     | Q  |
| 9.    | Nicola Pederzolli    | Ausztria (AUT)         | 31,5     | 34,4     |    |
| 10.   | Tara Teigen          | Kanada (CAN)           | 32,9     | 33,3     |    |
| 11.   | Anita Schwaller      | Svájc (SUI)            | 32,0     | 32,2     |    |
| 12.   | Doriane Vidal        | Franciaország (FRA)    | 27,2     | 32,1     |    |
| 13.   | Satu Järvelä         | Finnország (FIN)       | 31,8     | 32,0     |    |
| 14.   | Barrett Christy      | Egyesült Államok (USA) | 30,3     | 31,6     |    |
| 15.   | Sabine Wehr-Hasler   | Németország (GER)      | 29,5     | 30,5     |    |
| 16.   | Anne Molin Kongsgård | Norvégia (NOR)         | 29,3     | 29,2     |    |
| 17.   | Ulrike Hölzl         | Ausztria (AUT)         | 24,8     | 29,1     |    |
| 18.   | Lori Glazier         | Kanada (CAN)           | 25,9     | 26,9     |    |
| 19.   | Michelle Taggart     | Egyesült Államok (USA) | 26,1     | 25,5     |    |
| 20.   | Josikava Juri        | Japán (JPN)            | 25,6     | 24,9     |    |
| 21.   | Christel Thoresen    | Norvégia (NOR)         | 24,3     | 24,4     |    |
| 22.   | Takejama Kaori       | Japán (JPN)            | 23,5     | 22,7     |    |
| 22.   | Anna Hellman         | Svédország (SWE)       | 20,0     | 22,7     |    |
| 24.   | Alessandra Pescosta  | Olaszország (ITA)      | 22,8     | 18,9     |    |
| 25.   | Natasza Zurek        | Kanada (CAN)           | 33,9     | 11,6     |    |

### Döntő
| Hely. | Versenyző           | Nemzet                 | 1. futam | 2. futam | Összesítés |
| ----- | ------------------- | ---------------------- | -------- | -------- | ---------- |
| Arany | Nicola Thost        | Németország (GER)      | 37,5     | 37,1     | 74,6       |
| Ezüst | Stine Brun Kjeldaas | Norvégia (NOR)         | 36,7     | 37,5     | 74,2       |
| Bronz | Shannon Dunn        | Egyesült Államok (USA) | 38,8     | 34,0     | 72,8       |
| 4.    | Cara-Beth Burnside  | Egyesült Államok (USA) | 36,1     | 36,5     | 72,6       |
| 5.    | Maëlle Ricker       | Kanada (CAN)           | 36,8     | 34,3     | 71,1       |
| 6.    | Minna Hesso         | Finnország (FIN)       | 34,8     | 36,0     | 70,8       |
| 7.    | Jenny Jonsson       | Svédország (SWE)       | 31,8     | 34,1     | 65,9       |
| 8.    | Jennie Waara        | Svédország (SWE)       | 30,9     | 31,8     | 62,7       |